# Слобода
Слобода или слобожа e вид селище или градски район в историята на Русия, Беларус и Украйна, чието наименование сочи, че при основаването му, жителите му са били освободени („свобода“) от ангария към местните боляри и са служели като царедворци на двора на царя.
Слобода обикновено са се наричали селища, чиито жители са служили на държавна служба (осигурявали са жизненоважни продукти и услуги на Руската държава) в една или друга област и според тях, слободите са се наричали според основните задължения или чинове на жителите. Например, коларска слобода, търговска слобода, ковачевска слобода, грънчарска слобода, пушкарскаслобода, стрелецова слобода, соколарова слобода, войннишка слобода, военоморска слобода и така нататък. Слободи и дворцови села в руските земи (Русия, Беларус, Украйна) представлявали специални окръзи, които се ръководели от дворцови войводи (най-високата длъжност). В началото на 20-ти век слобода обикновено се наричало голямо село, което има повече от една църква, редовен панаир, или промишлено, фабрикантско село, където селяните почти не орат.
- Савинска слобода край Звенигород. Исаак Левитан, 1884 г.
- Чусовская слобода (още: Государева слобода). Наше време
- Александровска слобода, съвременен вид

## Виж също
- Слободска Украйна